# Сонячна енергетика

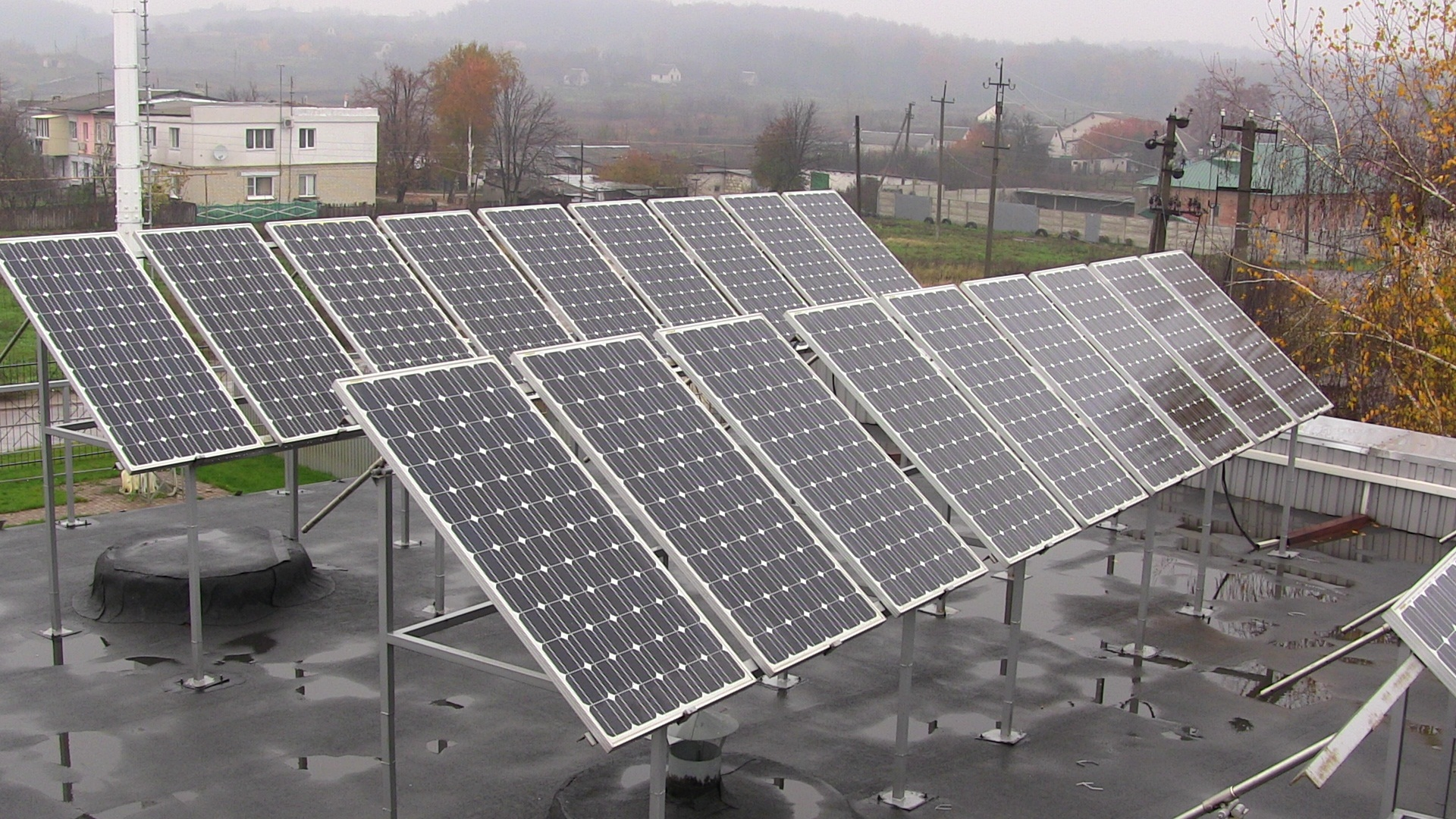
Сонячна електростанція у Харківській області

Сонячна енергетика — використання сонячної енергії для отримання електричної або теплової енергії в будь-якому зручному для їх застосування вигляді. Сонячна енергетика використовує поновлюване джерело енергії і у майбутньому, може стати екологічно чистою, тобто такою, що не виробляє шкідливих відходів.
Сонячна енергетика широко застосовується у випадках, коли малодоступність інших джерел енергії, в сукупності з достатньою кількістю сонячного випромінювання, виправдовує її економічно.

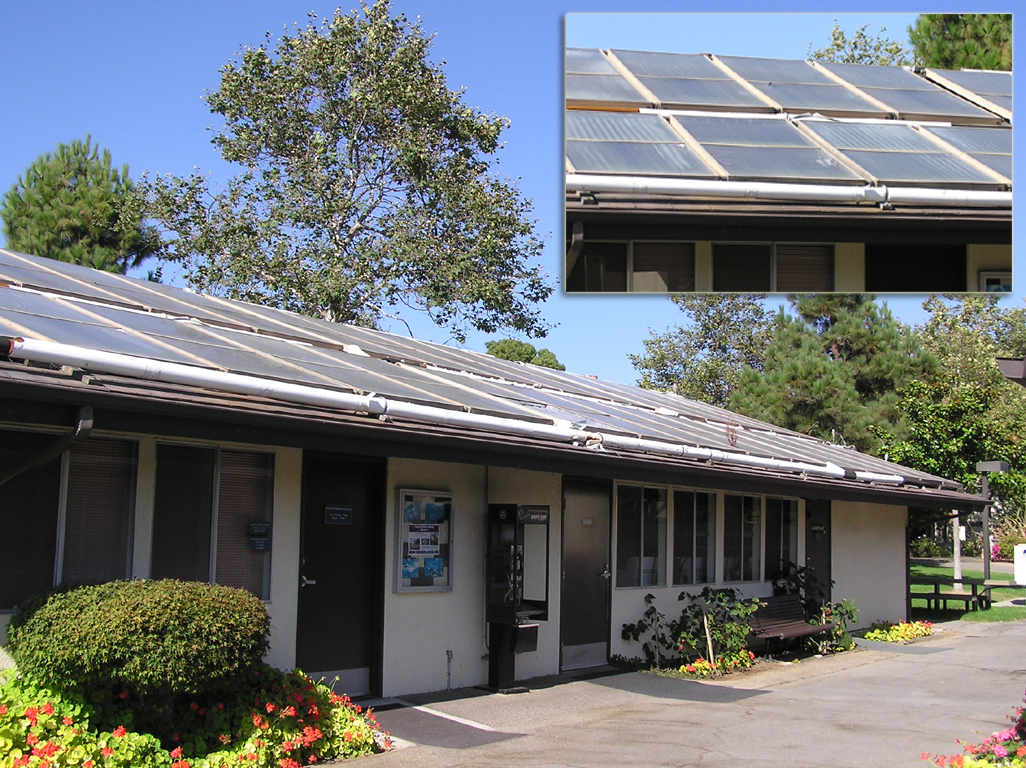
Пральня, що використовує для роботи сонячну енергію

## Сонячна енергія, на поверхні Землі

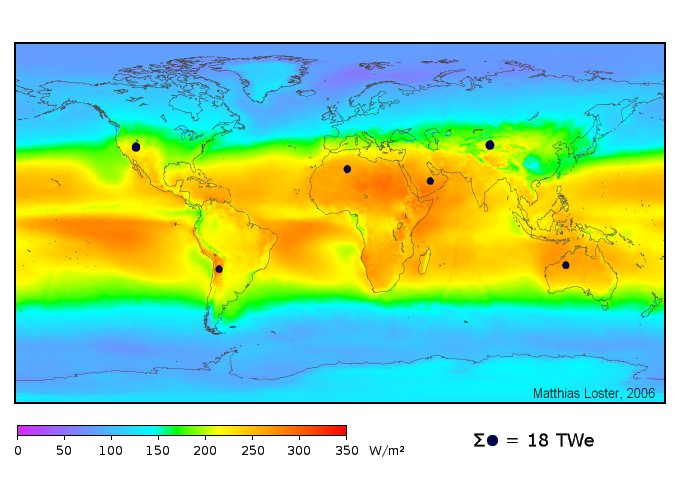
Мапа сонячного випромінювання

Потік сонячного випромінювання, що проходить крізь площу 1 м², розташовану перпендикулярно потоку випромінювання на відстані однієї астрономічної одиниці від центру Сонця (тобто зовні атмосфери) Землі, дорівнює 1367 Вт/м² (сонячна постійна).
Через поглинання атмосферою Землі, максимальний потік сонячного випромінювання на рівні моря — 1020 Вт/м². Середньодобове значення потоку сонячного випромінювання як мінімум втричі менше (через зміни дня і ночі і зміни кута Сонця над обрієм). Взимку в помірних широтах, це значення удвічі менше. Ця кількість енергії з одиниці площі, визначає можливості сонячної енергетики.
Перспективи сонячної енергетики також, зменшуються внаслідок глобального затемнення — антропогенного зменшення сонячного випромінювання, що доходить до поверхні Землі.

## Способи отримання електрики і тепла з сонячного випромінювання
- Отримання електроенергії за допомогою фотоелементів. Для цієї мети застосовують кремнієві сонячні батареї, ККД яких доходить до 20 %. Але вартість отримання чистого кремнію досить велика. Кремній, в якому на 10 кг продукту припадає не більше 1 грама домішок коштує стільки ж, скільки збагачений уран для електростанцій, хоча запаси останнього в 100 000 разів менше запасів кремнію. У той же час, «хорошого» кремнію у світі добувають вшестеро менше, ніж такого ж урану[1].

З однієї тонни піску, в якому міститься 500 кг кремнію отримують 50-90 кг сонячного сіліціуму. При цьому на отримання 1 кг витрачається близько 250 кВт-годин електроенергії. За новою технологією, розробленою німецькою фірмою Siemens ще 1979 року, енерговитрати падають на порядок, і вихід продукту збільшується в 10-15 разів. Вартість отримання кремнію при цьому знижується до 10-15 $ за кілограм. Простий пісок для цієї технології не підходить. Тут потрібні «особливо чисті кварцити», поклади яких в значному обсязі, переважно, знаходяться в Росії.
Такі батареї можна встановлювати на супутниках, автомобілях, крилах літака, вмонтувати їх елементи в годинники, калькулятор, ноутбук. Термін їх служби становить 30 років. За цей час елемент, на виготовлення якого пішов 1 кг сонячного кремнію, може дати стільки ж електроенергії, скільки її може бути отримано при використанні 100 т нафти на ТЕС або 1 кг збагаченого урану на АЕС.
При другому методі, на території в кілька тисяч квадратних метрів, встановлюються дзеркала-геліостати, які повертаючись слідом за сонцем напрямляють промені сонячного світла на ємність з теплоприймачем (водою). Вода нагрівається, перетворюється на пару, яка крутить турбіну, а остання обертає генератор струму.
- Геліотермальна енергетика — нагрівання поверхні, що поглинає сонячні промені і подальший розподіл і використання тепла (фокусування сонячного випромінювання на ємності з водою для подальшого використання нагрітої води в опалюванні або в парових електрогенераторах). Сонячну енергію, можна використовувати для отримання тепла безпосередньо без перетворення на електричну. Установки, які збирають, зберігають і передають тепло, називаються сонячними колекторами. У цьому разі, на даху будинку, або з його південного боку, встановлюється панель, що складається з трубочок, по яких в спеціальний бак-акумулятор подається вода. Сонце нагріває воду в трубах до 60-70 С, яка накопичується в баку, а звідти надходить для обігріву або гарячого водопостачання.
- «Сонячне вітрило» в безповітряному просторі, може перетворювати сонячні промені на кінетичну енергію.
- Термоповітряні електростанції (перетворення сонячної енергії в енергію повітряного потоку, що направляється на турбогенератор).
- Сонячні аеростатні електростанції (вироблення водяної пари усередині балона аеростата за рахунок нагрівання сонячним випромінюванням поверхні аеростата, покритої вибірково-поглинаючим покриттям). Перевага — запасу пари в балоні достатньо для роботи електростанції в темний час доби і хмарну погоду.
- Сонячні електростанції в космічному просторі у точках Лагранжа[2][3].

## Переваги сонячної енергетики
- Загальнодоступність і невичерпність джерела.
- Теоретично, повна безпека для довкілля (проте в наш час[коли?] у виробництві фотоелементів і в них самих, використовують шкідливі речовини).

| Потужності сонячної енергетики Європи в 2012 році (70,04 ГВт) |
| --- |
| Україна (373) Німеччина (32 411) Росія (0) Білорусь (0) Литва (6) Латвія (1) Естонія (0,2) Польща (7) Словаччина (523) Швеція (19) Фінляндія (1) Норвегія (0,1) Данія (394) Молдова (0) Румунія (30) Болгарія (908) Туреччина (9) Греція (1536) Чехія (2072) Угорщина (4) Австрія (418) Бельгія (2650) Голландія (266) Італія (16361) Хорватія (0) Франція(4003) Іспанія (5166) Португалія (244) Британія (1829) Ірландія (3) Кіпр (9) Словенія (198)class=notpageimage\| Встановлена потужність сонячної електрогенерації країн Європи (МВт) |

## Недоліки сонячної енергетики

### Фундаментальні проблеми
- Через відносно замалу величину сонячної постійної, для сонячної енергетики потрібне використання великих площ землі під електростанції (наприклад, для електростанції потужністю 1 Гвт, це може бути декілька десятків квадратних кілометрів). Проте, цей недолік не такий великий, наприклад, гідроенергетика виводить з користування значно більші ділянки землі. До того ж фотоелектричні елементи на великих сонячних електростанціях встановлюються на висоті 1,8—2,5 метра, що дозволяє використовувати землі під електростанцією для сільськогосподарських потреб, наприклад, для випасу худоби.

Проблема знаходження великих площ землі під сонячні електростанції, вирішується у разі застосування сонячних аеростатних електростанцій, придатних як для наземного, так і для морського і для висотного розташування.
- Потік сонячної енергії на поверхні Землі дуже залежить від широти і клімату. У різних місцевостях, середня кількість сонячних днів в році, може дуже сильно відрізнятися.

### Технічні проблеми
- Сонячна електростанція не працює вночі і недостатньо ефективно працює у ранкових і вечірніх сутінках. При цьому пік електроспоживання припадає саме на вечірні години. Крім того, потужність електростанції може стрімко і несподівано коливатися через зміни погоди. Для подолання цих недоліків потрібно або використовувати ефективні електричні акумулятори (дотепер це невирішена проблема), або будувати гідроакумулювальні станції, які теж займають велику територію, або використовувати концепцію водневої енергетики, яка також поки далека від економічної ефективності.

Проблема залежності потужності сонячної електростанції від часу доби і погодних умов вирішується у разі сонячних аеростатних електростанцій.
- Висока ціна сонячних фотоелементів. Ймовірно, з розвитком технології цей недолік подолають. В 1990–2005 рр. ціни на фотоелементи знижувалися в середньому на 4 % на рік.
- Недостатній ККД сонячних елементів (ймовірно, буде незабаром збільшений).
- Поверхню фотопанелей потрібно очищати від пилу і інших забруднень. За їх площі в декілька квадратних кілометрів, це може викликати утруднення.
- Ефективність фотоелектричних елементів помітно зменшується при їх нагріванні, тому виникає потреба в установці систем охолоджування, зазвичай водяних.
- З кожним роком експлуатації ефективність фотоелектричних елементів знижується.

### Екологічні проблеми
- Незважаючи на екологічну чистоту отримуваної енергії, самі фотоелементи містять отруйні речовини, наприклад, свинець, кадмій, галій, арсен тощо, а їх виробництво споживає велику кількість інших небезпечних речовин. Сучасні фотоелементи мають обмежений термін служби (30—50 років), і масове їх застосування поставить найближчим часом складне питання їх переробки.

Останнім часом починає активно розвиватися виробництво тонкоплівкових фотоелементів, у складі яких міститься всього близько 1 % кремнію. Завдяки низькому вмісту кремнію тонкоплівкові фотоелементи дешевші у виробництві, але поки мають меншу ефективність. Так, наприклад, в 2005 р. компанія «Shell» ухвалила рішення зосередитися на виробництві тонкоплівкових елементів, і продала свій бізнес з виробництва кремнієвих фотоелектричних елементів.

## Освітлення будівель

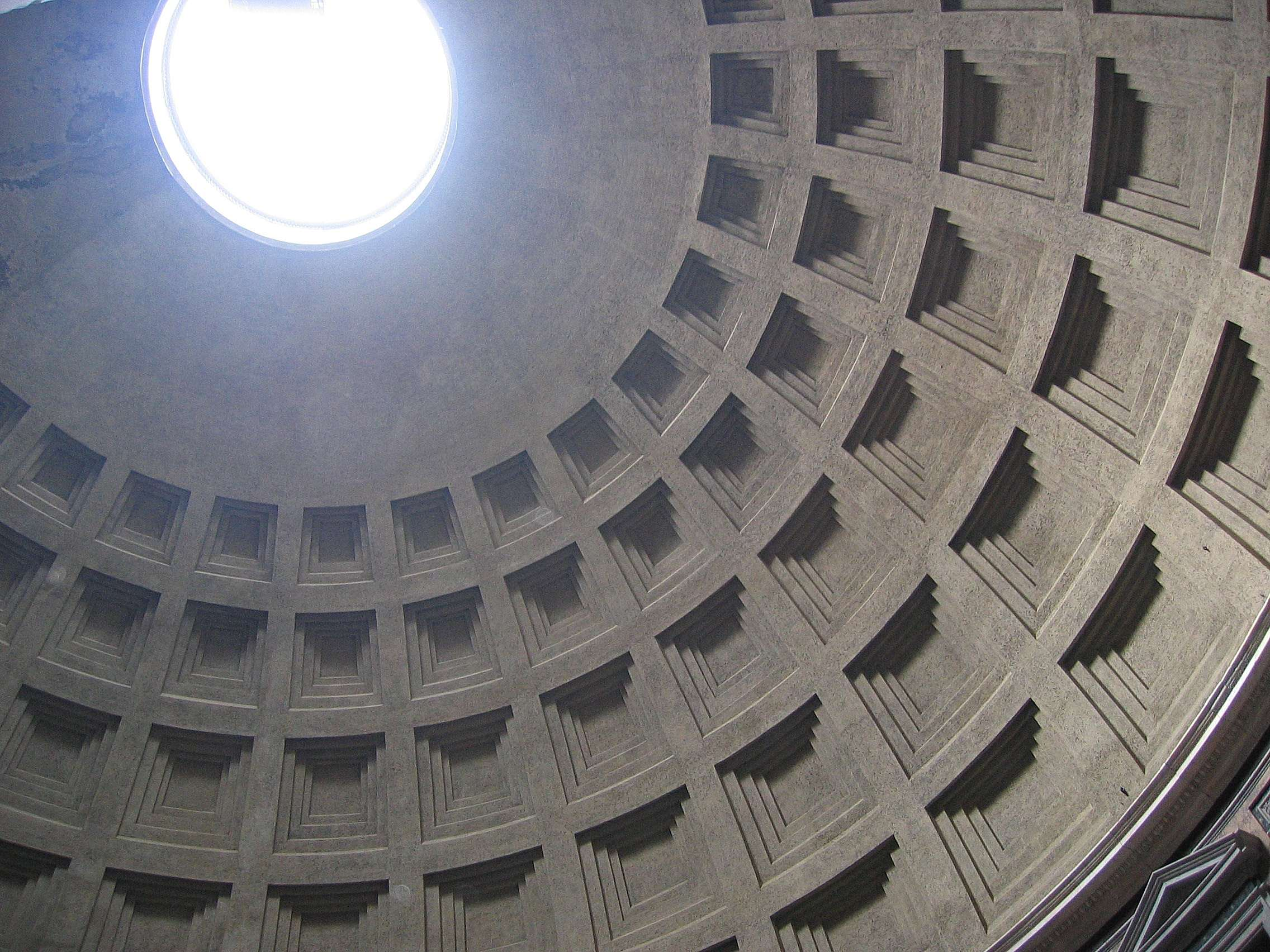
Світловий колодязь в Пантеоні, Рим.

За допомогою сонячного світла можна освітлювати приміщення в денний час доби. Для цього застосовуються світлові колодязі. Простий варіант світлового колодязя — отвір у стелі.
Світлові колодязі застосовуються для освітлення приміщень, що не мають вікон: підземні гаражі, станції метро, промислові будівлі, склади, в'язниці, та інше.

## Сонячна теплова енергетика
Сонячну енергію широко використовують як для нагрівання води, так і для виробництва електроенергії. Сонячні колектори виготовляються з доступних матеріалів: сталь, мідь, алюміній тощо, тобто без застосування рідкісного і дорогого кремнію. Це дозволяє значно скоротити вартість устаткування, і отриманої на ньому енергії.
Сонячні теплові колектори, Інформаційним управлінням з енергетики США, поділяються на низько-, середньо-, і високотемпературні колектори. Низькотемпературні колектори є плоскими плитами і звичайно їх використовують для підігріву плавальних басейнів. Середньотемпературні колектори також, як правило, пласкі плити, але їх використовують для підігріву води для житлового та комерційного використання. Високотемпературні колектори зосереджують сонячні промені за допомогою дзеркал і лінз і, як правило, використовують для виробництва електроенергії.
Сонячна енергія для обігріву, охолодження, вентиляції та технологічних потреб, може бути використана для покриття частини витрат на енергію. Теплова маса матеріалів зберігає сонячну енергію протягом дня, і звільняє цю енергію коли стає холодніше. Загалом до теплової маси, відносяться кам'яні матеріали, бетон і вода. За розміщення теплових мас слід розглянути низку чинників, таких як клімат, рівень денного світла, тіней та інших умов. За умов правильно підключення теплові маси можуть пасивно підтримувати затишну температуру при скороченні споживання. Теплова енергія маси ґрунту, також може бути використана для зберігання тепла між сезонами і дозволяє використати сонячну теплову енергію для опалення приміщень у зимовий час.
Сонячна теплова енергія як активне сонячне опалення. Типова конструкція побутової сонячної системи опалення складається з сонячної панелі (або сонячного колектору) з теплообмінною рідиною, що проходить через нього, транспортуючи зібрану теплову енергію для корисного застосування, як правило, до гарячої води цистерни або домашніх радіаторів. Сонячні панелі розташовані в місці з гарним рівнем освітлення протягом дня, найчастіше на даху будівлі. Насос штовхає теплообмінну рідину (часто щойно очищену воду) за допомогою панелі управління. Тепло таким чином збирається та передається на ощадний контейнер.
Також можливе використання пасивного сонячного опалення, яке не потребує електричного або механічного обладнання, і може розраховувати на дизайн і структуру будинку для збирання, зберігання і розподілення тепла будівлею. Деякі пасивні системи, використовують незначну кількість звичайної енергії для керування заслінками, віконницями, нічними ізоляційними та іншими пристроями, що підвищують рівень збору, зберігання, використання та зниження небажаного теплообміну сонячної енергії.
2001 року, вартість електроенергії, отриманої в сонячних колекторах, становила $0,09-$0,12 за кВт·год. Департамент Енергетики США передбачає, що вартість електроенергії, вироблюваної сонячними концентраторами, знизиться до $0,04-$0,05 в 2015—2020 рр.
У 2007 році в Алжирі почалося будівництво змішаних електростанцій. У денний час доби, електроенергія виробляється параболічними концентраторами, а вночі з природного газу.

### Сонячна кухня

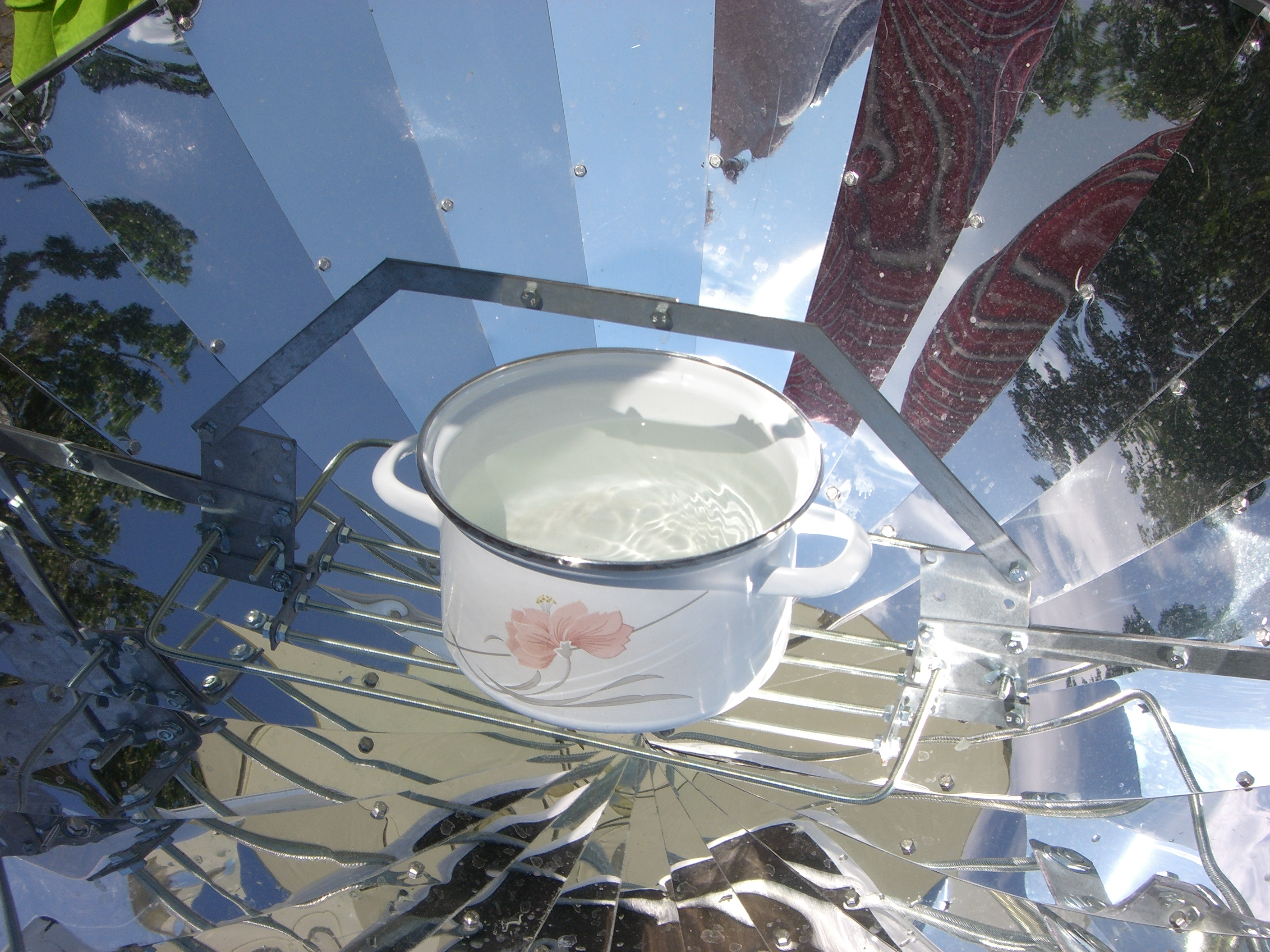
Сонячна жаровня

Сонячні колектори можуть застосовуватися для приготування їжі. Температура в фокусі колектора досягає 150 °С. Такі кухонні прилади можуть широко застосовуватися в країнах, що розвиваються. Вартість матеріалів необхідних для виробництва «сонячної кухні», становить $3 — $7. У країнах, що розвиваються, для приготування їжі активно використовують дрова.
Традиційні вогнища для приготування їжі мають термічну ефективність близько 10 %. Використання дров для приготування їжі призводить до суцільної вирубки лісів.
Існують різні міжнародні програми розповсюдження сонячних кухонь. Наприклад, у 2008 р. Фінляндія і Китай уклали угоду про постачання 19 000 сонячних кухонь до 31 села Китаю. Це дозволить скоротити викиди СО2 на 1,7 млн тон у 2008—2012 рр. В майбутньому Фінляндія зможе купувати квоти на ці викиди.

## Використання сонячної енергії в хімічному виробництві
Сонячна енергія може застосовуватися в різних хімічних процесах. Наприклад:
- Ізраїльський Weizmann Institute of Science у 2005 році випробував технологію отримання неокисленого цинку у сонячній башті. Оксид цинку у присутності деревного вугілля нагрівався дзеркалами до температури 1200 °С на вершині сонячної башти. У підсумку процесу, отримувався чистий цинк. Далі цинк можна герметично упакувати і транспортувати до місць виробництва електроенергії. На місці цинк поміщається у воду, в результаті хімічної реакції виходить водень і оксид цинку. Оксид цинку можна ще раз помістити до сонячної башти і отримати чистий цинк. Технологія пройшла випробування в сонячній башті канадського Institute for the Energies and Applied Research.
- Швейцарська компанія Clean Hydrogen Producers (CHP) розробила технологію виробництва водню з води за допомогою параболічних сонячних концентраторів. Площа дзеркал установки становить 93 м². У фокусі концентратора, температура досягає 2200°C. Вода починає розділятися на водень і кисень за температури більш 1700 °С. За світловий день 6,5 годин (6,5 кВт·год/кв.м.) установка CHP, може розділяти на водень і кисень 94,9 літрів води. Виробництво водню складе 3800 кг на рік (близько 10,4 кг за день).

Водень може бути збережений на значний час, та використовуватися за потребою, для виробництва електроенергії за допомогою паливних елементів, або як паливо для автотранспорту.

## Сонячний транспорт

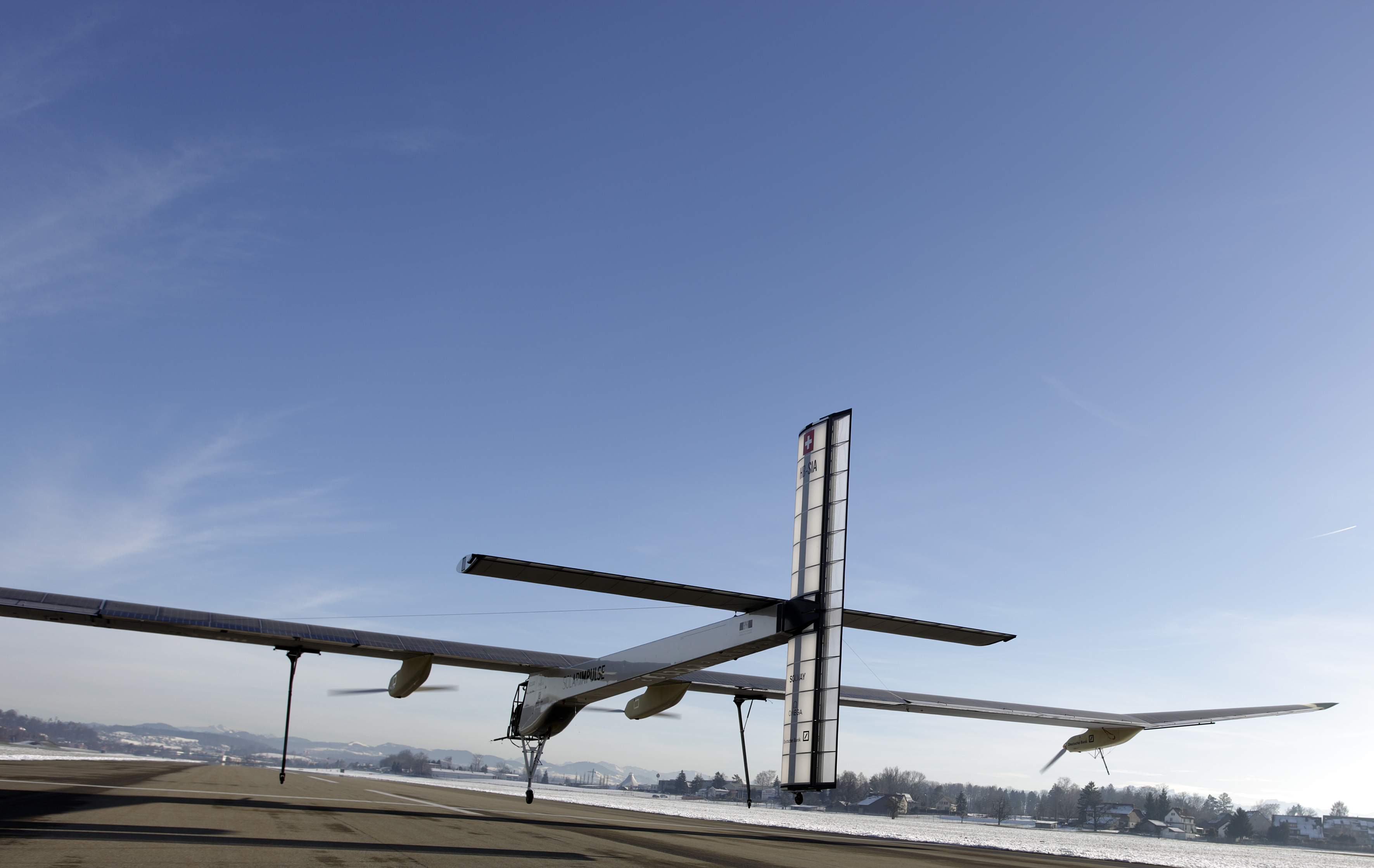
Пілотований літак на сонячних батареях HB-SIA, перед першим тестовим польотом, 3 грудня 2009

Фотоелектричні елементи можуть встановлюватися на різних транспортних засобах: човнах, електромобілях і гібридних автомобілях, літаках, дирижаблях тощо.
Фотоелектричні елементи виробляють електроенергію, яку використовують для бортового живлення транспортного засобу, або для електродвигуна електричного транспорту.
В Італії і Японії фотоелектричні елементи встановлюють на дахи залізничних потягів. Вони проводять електрику для кондиціонерів, освітлення і аварійних систем.
7-8 липня в Швейцарії відбувся тестовий політ літака на сонячних батареях HB-SIA, який протримався в повітрі рекордні 26 годин.

## Цікаві факти
- В Данії за рахунок сонячної енергії, яку, переважно, використовують для вироблення тепла в приватному секторі, покривається від 1/3 до 3/4 потреби в кожному житловому будинку, а ціну на електроенергію регулює Міністерство енергетики.[5]
- У Німеччині до 70 % витрат на «соляризацію» будинків, відшкодовує держава. Крім того, вона купує у власників «сонячних дахів» електрику за цінами, що значно перевищують ринкові. Тобто, коли вдень будинок виробляє енергії багато, а споживає мало, її надлишки йдуть в міську мережу і господар отримує 80 центів за кожну здану кіловат-годину. Вночі ж він сам купує електрику в тій же самій мережі, але вже по 20 центів за кВт год. У країні обладнають сонячними елементами по 0,5 млн квадратних метрів дахів на рік.[1]
- В Австралії вже понад 19 років проводяться щорічні перегони на сонячних електромобілях на трасі між містами Дарвін і Аделаїда (3000 км). 1990 року компанія «Sanio» побудувала літак на сонячних батареях, який перетнув всю Америку.[1]
- У США діє кілька гібридних сонячно-теплових електростанцій загальною потужністю понад 600 МВт. Вдень вони працюють від сонця, а вночі від газу. Температура пари до 370 С, а тиск — 100 атмосфер.[1]
- У СРСР перша промислова сонячна електростанція СЕС-5 була побудована в Криму 1985 року, близько міста Щолкіне. Вона мала потужність 5 МВт, тобто таку ж, як і перший ядерний реактор. За 10 років роботи вона дала 2000000 кВт год. електроенергії. В середині 90-х років її закрили.
- В Сахарі створюється найбільша в світі сонячна станція. Тут встановлюють 500 тисяч 12-метрових параболічних дзеркал, розташованих в 800 рядів.[6]
- 2016 року в українській Антонівці на Херсонщині в одній зі шкіл, встановлено першу систему електричних сонячних батарей, які за наявності сонця, повністю покривають потреби в електроенергії та опалюванні навчального закладу. Надлишки енергії передаються до централізованої системи і викуповуються державою.[7]
- Протягом квітня-грудня 2017 року 53 домашні господарства Житомирщини встановили сонячні електростанції, протягом 2018 року на Житомирщині відкрили ще понад сто СЕС на дахах своїх будинків, а станом на квітень 2019 року на теренах нашого краю працювало уже 228 приватних сонячних станцій. Станом

### Організації
- (англ.) American Solar Energy Society (ASES) — Американське товариство з використання сонячної енергії.
- (нім.) (англ.) EUROSOLAR Europäische Vereinigung für Erneuerbare Energien e.V. — Європейська асоціація з відновлюваної енергії Eurosolar.
- (англ.) Smart Electric Power Alliance (SEPA) — Асоціація розумної сонячної електроенергетики.
- (англ.) SolarPACES — сайт міжнародної організації, створеної під егідою Міжнародного енергетичного агентства (IEA).
- (англ.) International Solar Energy Society e. V. (ISES) — сайт Міжнародного товариства сонячної енергетики (ISES). Працює розгалужена інформаційна мережа, публікується інформація про проєкти та конференції.
- (англ.) Australia & New Zealand Solar Energy Society (ANZSES) — Австралійсько-Новозеландське товариство з використання сонячної енергії.
- (англ.) SolarPower Europe — Європейська асоціація з розвитку фотоелектричної промисловості.
- (англ.) (нім.) DGS Solar — Німецьке товариство сонячної енергетики.
- (англ.) Solar Energy Industries Association — Промислова асоціація сонячної енергетики США.

### Періодика
- (англ.) Solar Energy — офіційний журнал Міжнародного товариства сонячної енергетики (ISES).
- (англ.) Solar Today — журнал Американського товариства з використання сонячної енергії.

### Освітні ресурси
- (англ.) (ісп.) Censolar Europa — USA — Latinoamérica — система дистанційного навчання в області сонячної енергетики.
- (англ.) Solar Energy International (SEI) — неприбуткова організація навчає і надає технічну допомогу у використанні поновлюваних джерел енергії.

- Новини фотоелектричної промисловості 2006 р
- International Energy Agency.
- Environmental Aspects of PV Power Systems[недоступне посилання з липня 2019].
- International Conference on Renewable Energy and Power Quality (ICREPQ´04).
- Департамент енергетики США.
- https://zhytomyr.name/uk/eternal-3648-sonyachna-energiya-na-zhytomyrshhyni